# 负载 (计算机)

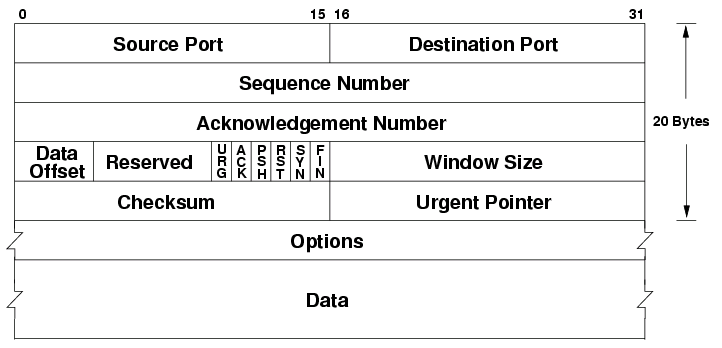
典型的 TCP 数据包结构图，其中数据块（Data）为负载，其余部分为元数据

在计算机科学与电信领域，负载（英語：Payload）是数据传输中所欲传输的实际信息，通常也被称作实际数据或者数据体。信头与元数据，或称为开销数据，仅用于辅助数据传输。
在计算机病毒或電腦蠕蟲领域中，负载指的是进行有害操作的部分，例如：数据销毁、发送垃圾邮件等。
这一术语来自运输业，运输领域的酬載（payload）指的是需要支付運輸費用的货物部分。

## 安全
在计算机安全领域，负载是私人用户文本的一部分，同样可以包括如进行有害操作（删除数据、发送垃圾邮件或加密数据进行勒索等等）的電腦蠕蟲和计算机病毒在内的恶意软件。除了负载以外，此种恶意软件基本上也存在进行扩散或规避检测的开销代码。

## 编程
在程序设计中，负载最常于信息协议环境中提及并用于从实际数据中区分出协议的开销。例如，一个Web服务的JSON回应可能为：
```
{

    
"data"
:
 
{

        
"message"
:
 
"Hello, world!"

    
}

}

```

字符串“Hello, world!”为负载，剩余则为开销。

## 网络
计算机网络中，传输的数据为负载，但负载几乎总是被封裝为由组帧位与帧校验序列构成的一种帧。例如：以太网帧格式、点对点协议（PPP）帧、光纤通道帧与调制解调器链接访问流程。

## 另请参阅
- 服务数据单元